# Villosa taeniata
Villosa taeniata е вид мида от семейство Unionidae. Видът не е застрашен от изчезване.

## Разпространение и местообитание
Разпространен е в САЩ (Алабама, Кентъки и Тенеси).
Обитава пясъчните дъна на сладководни басейни, реки и потоци.